# Зеленоопашата лесбия
Зеленоопашатата лесбия (Lesbia nuna) е вид птица от семейство Колиброви (Trochilidae).

## Разпространение
Видът е разпространен в Боливия, Венецуела, Еквадор, Колумбия и Перу.